# 國際X射線天文台
國際X射線天文台（International X-ray Observatory）是一個已取消的X射線望遠鏡，原定於2021年由美國國家航空暨太空總署( NASA )、歐洲太空總署( ESA ) 和日本宇宙航空研究開發機構( JAXA ) 聯合發射升空。
2008年5月，歐洲太空總署和美國太空總署成立了一個由三方機構參與的協調小組，旨在探索將正在進行的X射線演變宇宙光譜任務和星座X射線天文觀測台計畫合併，這提議啟動國際X射線天文台聯合研究。由於預算限制，NASA在2012財政年度被迫取消了天文台計畫。然而，歐洲太空總署決定自行重新啟動該任務，開發先進高能天體物理學望遠鏡為宇宙願景計畫的一部分。